# Wayampi
De Wayampi (ook: Wajãpi, Waiãpi en Oiampis) is een inheems volk, dat woonachtig is in de gemeente Camopi, Frans-Guyana, Frankrijk en het Terra Indígena Waiãpi in de staten Amapá en Pará in Brazilië. Ze behoren tot de Tupi volken en bevinden zich langs de rivieren Oiapoque, Jari en Araguari. De Wayampi taal behoort tot de Tupi familie. Er zijn ongeveer 1.221 Wayampi in Brazilië (2014) en 1.204 Wayampi in Frans-Guyana (2010).

## Geschiedenis
De Wayampi zijn in 1699 voor het eerst vermeld tijdens een migratie van de Xingu naar de Jaririvier als Guaiapi. In 1738 werd door de jezuïeten een missie aan de rivier Oiapoque in de buurt van het huidige dorp Camopi. De komst van de Europese zendelingen bracht Europese ziektes mee. In 1763 verlieten de jezuïeten de kolonie, en de stam verspreidde zich vervolgens over een groot gebied. De Wayampi bleven geïsoleerd, en contact met blanken, Aluku-marrons, en Caribische volken, als de Karaïben en de Wayana die als oude vijanden van de Tupi werden gezien, werd gemeden.
In de jaren 1930 wilden Frankrijk en Brazilië duidelijke grensafspraken maken en werd het gebied weer verkend. In begin jaren 1940 was er van Franse zijde contact en werd de stam in slechte conditie aangetroffen. Het inwonersaantal in het Franse gedeelte werd geschat op 230. In de jaren 1960 werd geprobeerd de stammen te concentreren in grote dorpen met scholen en medische voorzieningen. Er werden granmannen geïnstalleerd volgens de Marron-hierarchie, maar het concept werd niet begrepen. Frans staatsburgerschap werd oorspronkelijk geweigerd door de stam, maar is in 2000 geaccepteerd. In 1969 werd de commune (gemeente) Camopi gesticht voor de Franse Wayampi, maar in 1970 werd besloten het gebied van de buitenwereld af te sluiten vanwege spanningen.
In 1973 heeft Fundação Nacional do Índio (FUNAI) in Brazilië een contactpoging geprobeerd, omdat de hoofdweg BR-210 door het gebied zou worden aangelegd. Gedurende de jaren 1980 werden de indringers aangevallen, en werd de constructie van de weg gestopt. Garimpeiros (goudzoekers) probeerden het Franse gebied binnen te dringen. Met de garimpeiros kwamen alcohol, prostitutie en drugs in het gebied. Om grenzen te bewaken werd een regiment van het Frans Vreemdelingenlegioen in Camopi geïnstalleerd.
In 1990 is in Brazilië begonnen met het opzetten van het Terra Indígena Waiãpi, een reservaat voor de Wayampi. De stam heeft meegeholpen de grenzen te bepalen, en het reservaat met beperkte toegang is in 1996 opgericht. Tijdens luchtverkenning van het gebied zijn er twee subgroepen gelocaliseerd die waarschijnlijk geen contact met de buitenwereld hebben gekend.
In 2013 is Camopi opengesteld en wordt mondjesmaat toerisme toegestaan, maar de vestiging van de inheemsen in één groot dorp is niet geslaagd. In 2010 waren er 45 kleine gehuchtjes en de meerderheid had Camopi inmiddels verlaten. De zuidelijke dorpen cluster Trois Sauts is alleen toegankelijk met toestemming van de prefectuur.

## Taal
De Wayampi spreken de Wayampi taal die behoort tot de Tupi talen. Aan de Franse kant wordt ook Frans gesproken. Aan de Braziliaanse kant stijgt de kennis van Portugees anno 2022, maar is voornamelijk bekend bij jong volwassen mannen. Het analfabetisme is nog steeds hoog.
- Bibliothèque nationale de France: cb11945278c (data)
- Gemeinsame Normdatei: 4064870-9
- Library of Congress Control Number: sh85096360
- Nationale Bibliotheek van Israël: 987007555730905171

Arowakken (Lokono) · Karaïben (Kari’na) · Palikur · Teko (Emerillon) · Wayampi · Wayana

Aparai · Karipuna do Amapá